# Молі-малюки

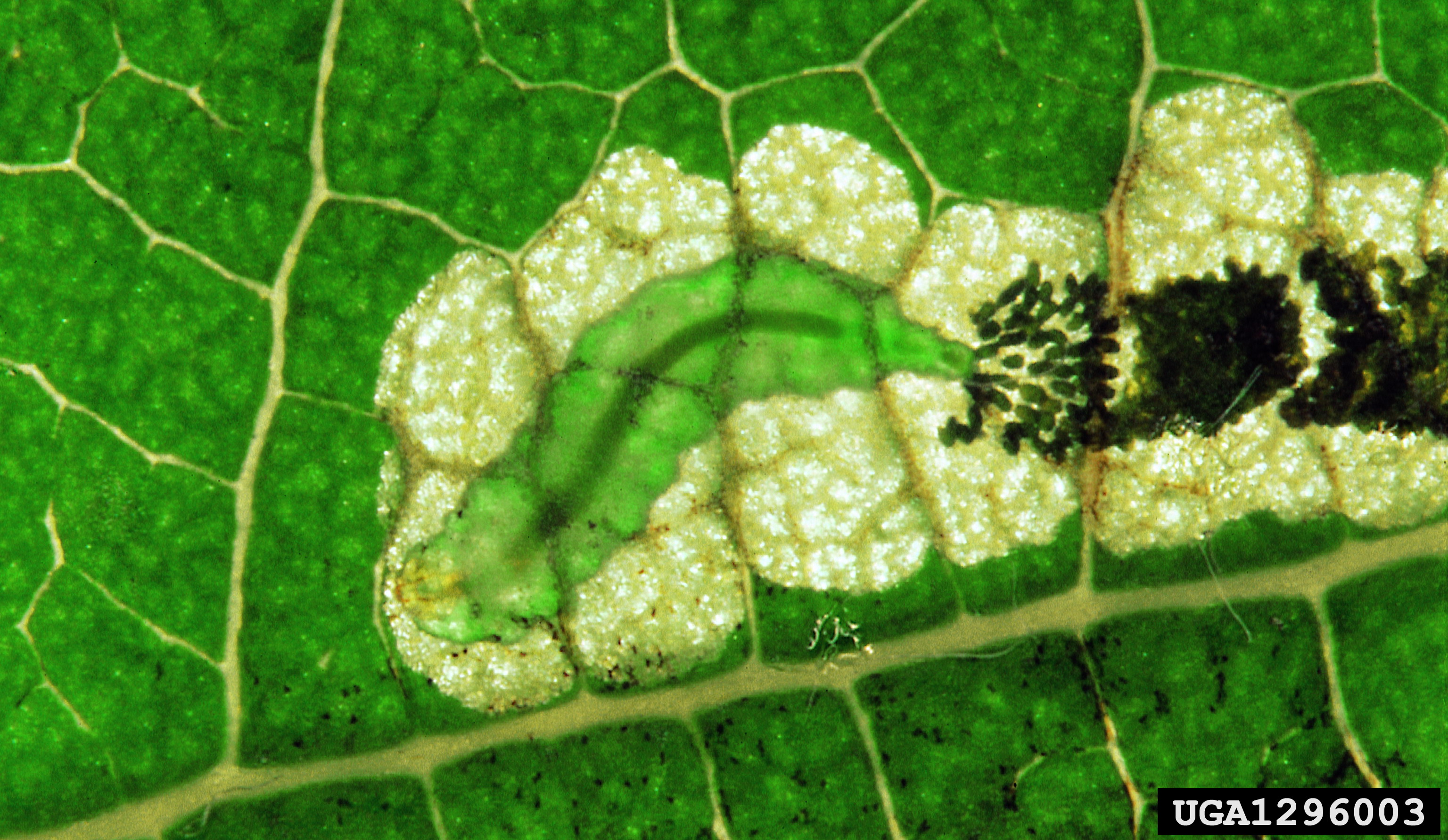
Гусениця Stigmella aceris в міні

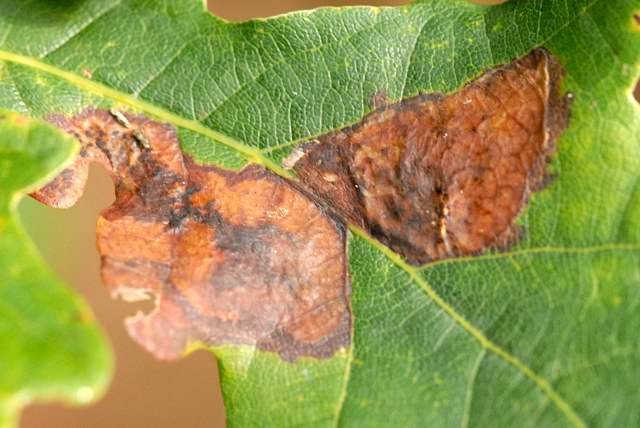
Пятновидна міна Ectoedemia albifasciella

Молі-малюки (Nepticulidae, іноді також Stigmellidae) — родина метеликів. Викопні рештки (характерні міни на листках) відомі, починаючи з крейдяного періоду.

## Опис
Дуже дрібні метелики. До цієї родини відносяться найдрібніші з лускокрилих з розмахом крил близько 3 мм. Розмах крил 2,8-7 мм, рідко до 12,5 мм. Ротовий апарат розвинений слабо. Щелепні щупики завжди 5-членникові, в природному положенні вигнуті, зближені. Голова покрита скуйовдженими лусочками, перший членик вусиків уплощений і розширений, в спокої прикриває очі. Губні (лабіальні)щупики коротші щелепних, майже завжди 3-членникові. Очі округлі, дуже великі. Очки відсутні. Позаду вусиків біля очей, є пара сильно склеротізованних горбків. Вусики ниткоподібні.
Передні крила однотонні, плямисті, з поясом. Часто плями, смуги або все крило блискучі, з різними відтінками металевого відливу. Задні крила у різних видів відрізняються інтенсивністю і відтінком забарвлення. Бахрома довга, блискуча. Іноді є андроконіальні лусочки різної форми. Жилкування сильно редуцироване. У статевій системі самок, як і у інших не-дітрізних лускокрилих, копулятивний отвір пов'язаний з яйцевиводним.
Гусениці ведуть мінующий спосіб життя, роблять змієподібні, змії-пятновидні і пятновидні міни на листі дерев, деякі види — в стеблах і плодах. Зустрічаються на рослинах більше 30 ботанічних родин 20 надпорядків. На видовому рівні дуже сильно виражена стенофагія. Монофаги складають близько 70-80 % від усіх досліджених видів світової фауни. Багато видів трофічно пов'язані з культурними плодовими і є серйозними шкідниками, інші можуть бути віднесені до числа потенційних шкідників.

## Ареал
Поширення всесвітнє: (в Палеарктиці 11 родів і близько 350 видів).

## Підродини і роди
884 видів (862 +22 виду), включаючи найбільший рід Stigmella (428 + 22 = 450 видів) .
Pectinivalvinae
- Pectinivalva
- Roscidotoga

Nepticulinae
- Acalyptris (Acalyptris janzeni van Nieukerken & Nishida, 2016)[2]
- Areticulata
- Astigmella
- Bohemannia
- Dechtiria
- Ectoedemia
- Enteucha
- Etainia
- Fedalmia
- Fomoria
- Glaucolepis
- Johanssoniella
- Laqueus
- Levarchama
- Manoneura
- Microcalyptris
- Nepticula
- Niepeltia
- Parafomoria
- Simplimorpha
- Stigmella
- Stigmellites
- Trifurcula
- Varius
- Varus
- Zimmermannia

Incertae sedis (підродина невідомо)
- Artaversala
- Hesperolyra van Nieukerken, 2016 (тип Fomoria diskusi Puplesis & Robinson, 2000; Hesperolyra saopaulensis van Nieukerken, 2016)[2]
- Neotrifurcula van Nieukerken, 2016 (тип Neotrifurcula gielisorum van Nieukerken, 2016 (Чилі)
- Ozadelpha van Nieukerken, 2016 (тип Ozadelpha conostegiae van Nieukerken & Nishida, 2016)
- Sinopticula